# Peter-Michael Glöckner
Peter-Michael Glöckner (* 7. Juli 1950 in Hohenedlau; † 2011) war ein deutscher Maler, vor allem Hinterglasmaler, Zeichner und Grafiker.

## Leben und Werk
Glöckner absolvierte von 1967 bis 1970 in Halle/Saale eine Lehre als Koch. Vor Jahren erzählte er, dass er nach dem Besuch des Films Goya den unumstößlichen Entschluss gefasst habe, Maler zu werden. 1973 fing er an zu zeichnen. 1974 besuchte er den Mal- und Zeichenzirkel bei Ernst-Werner Schulze und 1975 den Malzirkel „Philipp Müller“ bei Gerhard Schwarz an der Hochschule für industrielle Formgestaltung Halle – Burg Giebichenstein. Er begann autodidaktisch künstlerisch zu arbeiten und sicherte seinen Lebensunterhalt als Heizer beim Halleschen Fußball-Club. Seine wohl wichtigsten künstlerischen Vorbilder waren Henri Rousseau, Albert Ebert und die jugoslawischen Bauernmaler.
1976 schuf Glöckner für ein Pflegeheim in Halle sein erstes Bild in Hinterglasmalerei, einer Technik, in der er ein außerordentlich umfangreiches Werk schaffen sollte. Ab 1978 arbeitete er in Halle als freischaffender Künstler. Im gleichen Jahr stellte Klaus Werner ihn in der Berliner Galerie Arkade des Staatlichen Kunsthandels einer breiteren Öffentlichkeit vor. Glöckners Werk Der Schoß ist fruchtbar noch (1987, Öl auf Glas, 127 × 156 cm) wurde auf der X. Kunstausstellung der DDR ausgestellt. Das collagenartige Bild erinnert an die Agitationsbilder Heinrich Vogelers. „Ein Hinterglasbild in solchen Ausmaßen und mit einer derartigen Thematik war etwas neues für die DDR-Kunst.“
Seine Kenntnisse als Glasmaler vermittelte Glöckner u. a. Dirk-Alexander Grams.
Nach der deutschen Wiedervereinigung zog Glöckner nach Niedersachsen.

## Mitgliedschaften
- 1983 bis 1990: Verband Bildender Künstler der DDR
- ab 1997: Bund Bildender Künstlerinnen und Künstler für Niedersachsen e. V. (BBK)

## Rezeption
„Seine meist kleinformatigen Hinterglasmalereien eröffnen dem Beschauer eine Welt- und Wirklichkeitssicht, die immer real ist und phantastisch, einfältig und märchenhaft, tatsächlich und exotisch zugleich.“ (Fred Reinke (1936–2002), Kulturwissenschaftler)

## Werke (Auswahl)
- Der Maler in Rot (1977, Öl auf Glas)[4]
- Aphorismen des Martin Luther (1981, Zyklus von 21 aquarellierten Zeichnungen)[5]
- Das andere Porträt. Jurek B. (1987, Bleistift)[4]
- König Midas im 20. Jahrhundert (1983, Offsetzinkografie)[4]
- Tanz der Teufel (1988, sieben Lithografien; politische Karikaturen)[6]

### Buchillustration
- Johannes Bobrowski (Auswahl): Hans Clauerts wunderseltsame, abenteuerliche und unerhörte Geschichten, kurzweilig und sehr lustig zu lesen. Altberliner Verlag, Berlin, 1983

## Ausstellungen (unvollständig)

### Einzelausstellungen
- 1977: Halle, Galerie Kunst der Zeit
- 1978: Schkopau, Clubzentrum Buna
- 1978: Jöhstadt, Kulturbund-Galerie
- 1978: Berlin, Galerie Arkade
- 1981: Potsdam, Brandenburg/Havel und Luckenwalde, Galerien des VEB Umweltgestaltung und Bildende Kunst (mit Ursula und Dietmar Kirsch)
- 1982: Erfurt, Galerie erph
- 1984/1985: mehrere Galerien des VEB Umweltgestaltung und Bildende Kunst
- 2001: Breisach, Galerie Naeve (Zeichnungen zu Harry Potter)

### Teilnahme an zentralen und wichtigen regionalen Ausstellungen in der Zeit der DDR
- 1983: Halle/Saale, Bezirkskunstausstellung
- 1983: Berlin und weitere Städte („Karl Marx. Künstlerbekenntnisse“)
- 1984: Berlin, Neue Berliner Galerie im Alten Museum („Junge Künstler DDR“)
- 1984: Osaka
- 1986: Magdeburg, Kloster Unser Lieben Frauen („Grafik in den Kämpfen unserer Tage“)
- 1987/1988: Dresden, X. Kunstausstellung der DDR